# 田原和道
田原 和道（たはら かずみち）は、日本の地方公務員。東京都知事本部長や、東京都財務局長を務めた。

## 人物・経歴
神奈川県出身。1969年慶應義塾大学法学部卒業、東京都入庁。東京都知事室長を経て、1998年東京都総務局総務部長。1999年東京都建設局次長。同年東京都福祉局次長。2000年東京都多摩都市整備本部長。2001年東京都知事本部長。2002年東京都財務局長。退任後、東京信用保証協会専務理事。2015年瑞宝小綬章受章。